# Hammer Haselmühl

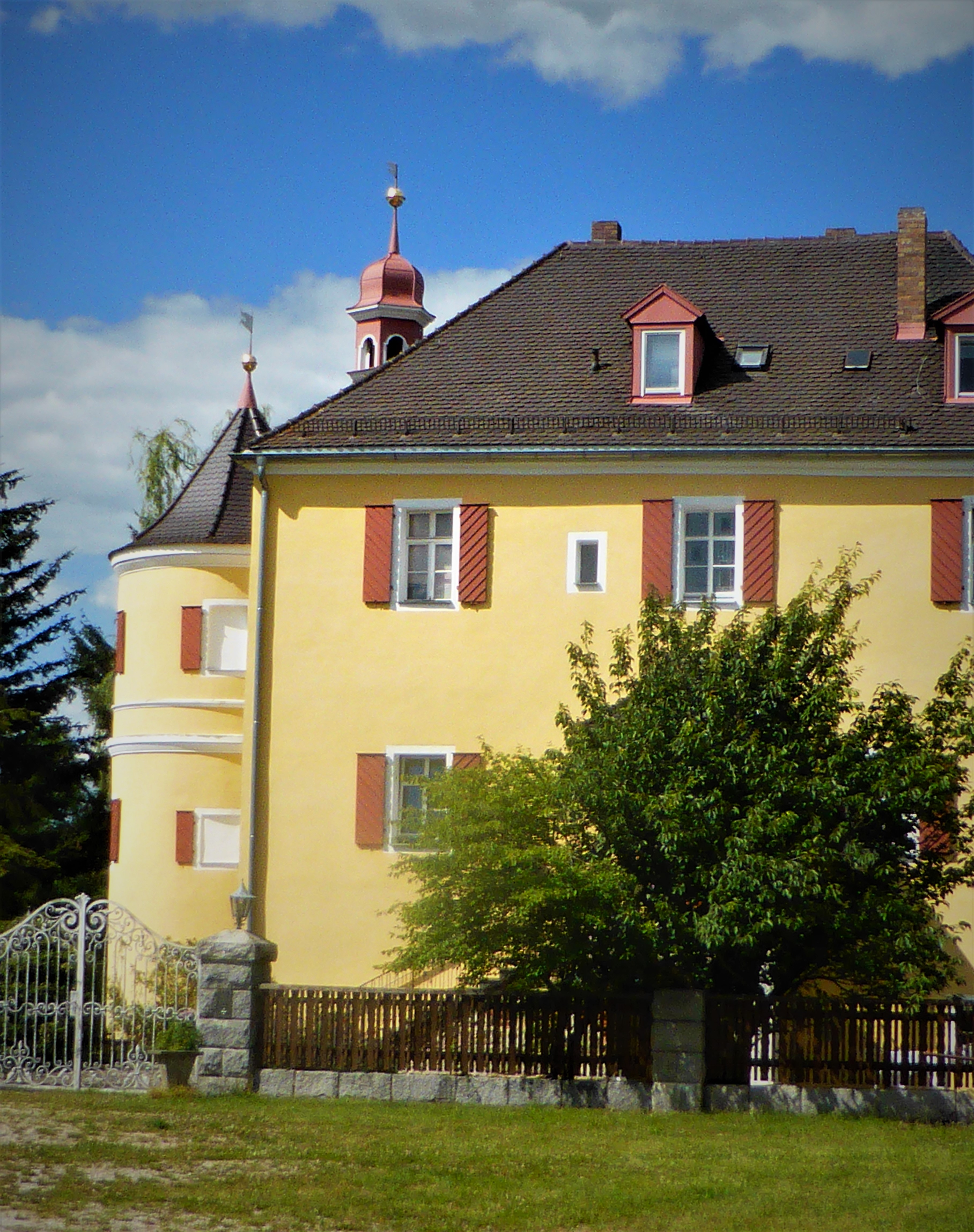
Schloss Haselmühl bei Kümmersbruck

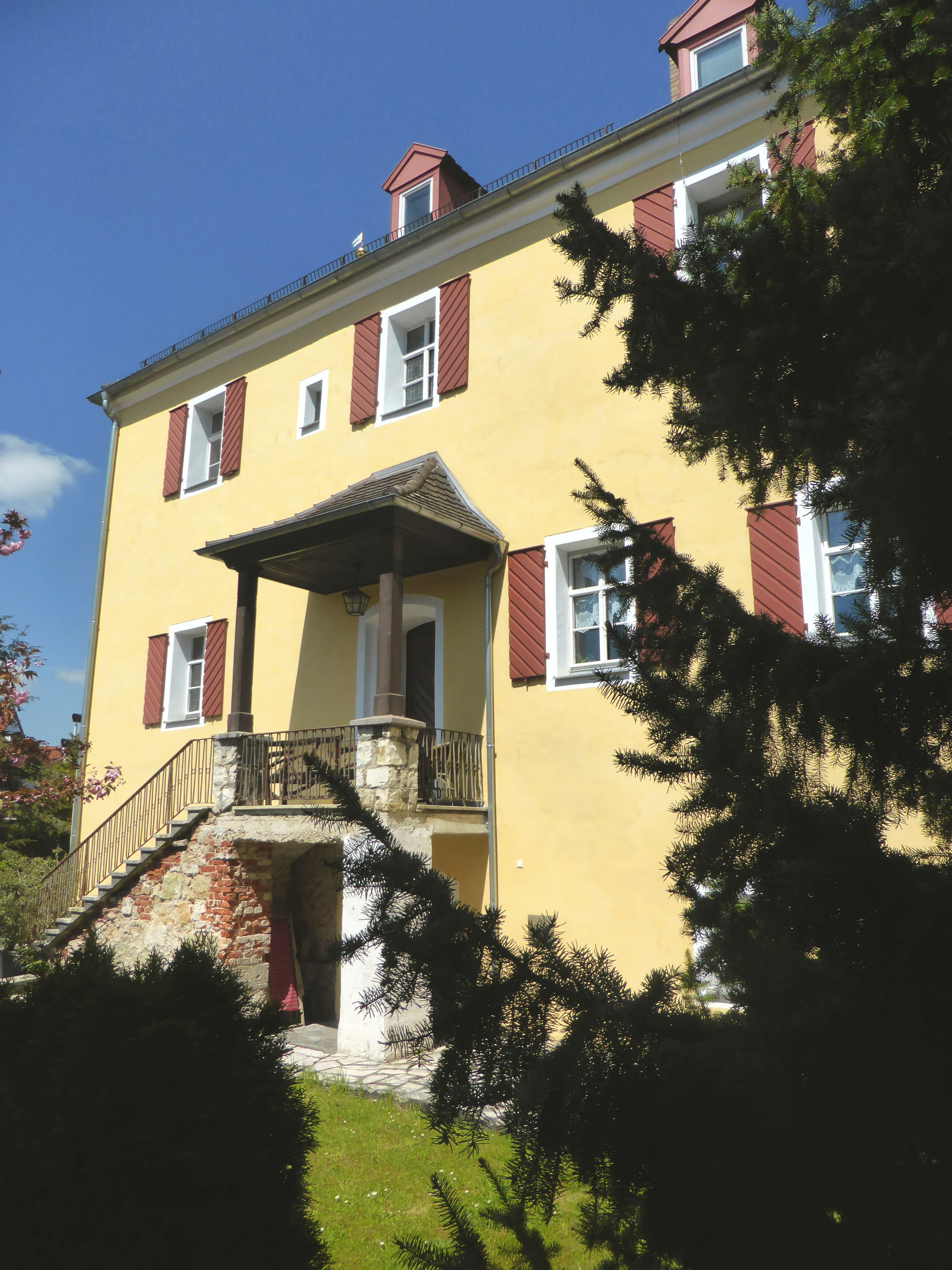
Schloss Haselmühl bei Kümmersbruck

Das Schloss Haselmühl, auch Hammerschloss Haselmühl oder nur Hammer Haselmühl genannt, ist ein Schloss in Haselmühl, heute ein Ortsteil der oberpfälzischen Gemeinde Kümmersbruck im Landkreis Amberg-Sulzbach von Bayern. Es ist unter der Aktennummer D-3-71-136-6 als Baudenkmal verzeichnet. „Archäologische Befunde des Mittelalters und der frühen Neuzeit im Bereich des ehem. Hammerschlosses Haselmühl“ werden zudem als Bodendenkmal unter der Aktennummer D-3-6537-0194 geführt.

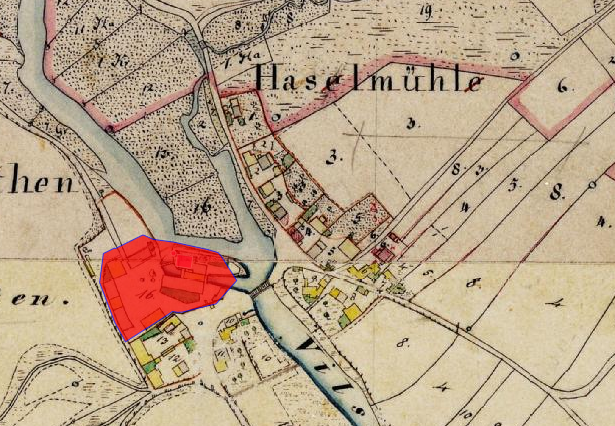
Lageplan von Schloss Haselmühl auf dem Urkataster von Bayern

## Geschichte
Die älteste Erwähnung der Haselmühl stammt von 1285 in einer Nennung in dem Salbuch von Herzog Ludwig der Strenge. Ein aus einer Mühle an der Vils entstandener Hammer wird hier 1339 erstmals erwähnt. Damals wird von den Herzögen Ruprecht der Ältere und Ruprecht der Jüngere ein Hammerbrief erneuert für der Reich Gebhardt Kunradt des Reichen Alharz Kindsbruder, ein Bruder zu Amberg. Der Hammerherr Heimeran Alhartdt trat 1387 der Oberpfälzer Hammereinigung bei. 1407 wird diesem das Erbrecht auf den Hammer heselmüll durch Pfalzgraf Johann gegen wöchentliche Zahlung von 20 Regensburger Pfennigen zugestanden.
Als Nächster wird hier 1459 Hans Preitenloher, Rentmeister in Weiden, erwähnt. Seine Witwe hat sich mit Hans von Lichau, genannt Kueparn und Pfleger zu Vilseck, vermählt. Ab 1503 ist hier sein Sohn Hans Lichau der Besitzer. 1531 musste er den Hammer an seinen Nachbarn Hans von Zant veräußern. Sodann kommt der Hammer 1539 an den Amberger Bürger Leonhard Gleich, 1555 wird hier sein Sohn Ulrich genannt.
In dieser Zeit beginnt sich ein Niedergang des eisenproduzierenden Gewerbes in der Oberpfalz wegen des Rückgangs der zuvor ertragreichen Erzgruben um Amberg und Sulzbach abzuzeichnen. Um 1585 tritt Hans Joachim Portner als Betreiber des Schienhammers in Haselmühl auf, er war mit einer Tochter des Leonhard Gleich verehelicht. Er konnte gegen den Widerstand von Amberg einen weiteren Mühlgang errichten und das Werk wieder gewinnbringend führen. Seit 1589 gehörte ihm auch das Schloss Kümmersbruck, das er 1607 neu ausbauen konnte. Auf ihn folgt sein einziger Sohn Hans Christoph. Damals war der Hammer an den Beständer Tobias Altmann verpachtet. 1614 erwarb Tobias Mendel von Steinfels das Hammergut, 1619 gewährte ihm König Friedrich V. von Böhmen die Landsassenfreiheit. 1621, also zu Beginn des Dreißigjährigen Krieges, wurde der Mendel’sche Besitz durch bayerische Soldaten verwüstet. Tobias Mendel verstarb am 26. März 1622. Seine Witwe Barbara heiratete 1626 Sebastian Wolfgang Portner, Bruder des früheren Besitzers von Theuern, Georg Portner. Beide kamen wegen ihres protestantischen Glaubens während der Rekatholisierung in Konflikt mit dem Landesherrn Kurfürst Maximilian. 1634 erklärte er sich bereit, den katholischen Glauben wieder zu übernehmen. Im gleichen Jahr war ihm seine Frau Barbara und sein Stiefsohn Hans Gallas an der Pest verstorben. Er selbst verstarb Anfang 1640; das Erbe fiel seinem Bruder Georg zu. Wegen hoher Schulden musste der Besitz am 15. Oktober 1642 versteigert werden. 1644 ging der verkleinerte Besitz an Johann Teuscher, Klosterrichter von Ensdorf. Der Hammer war damals bereits seit 12 Jahren außer Betrieb und die Gebäude waren teilweise zerstört. Trotz dieser misslichen Umstände konnte er das Werk wieder aufbauen und bewirtschaftete es bis zum 12. April 1671, das war der Tag, an dem er sein Testament aufsetzte. Dazu heißt es:

„Hammer Haselmühl:
Allda ist ein Schinhammer/) so (welcher) Herrn Johann Teuscher, Churf. Regimentsadvotaten zu Amberg gehört, welcher noch gangbar und das bedürftige „Eisenärzt“ von Amberg und Sulzbach zuführen läßt.“

Nach dem Ableben des Johann Teuscher fiel der Hammer an seine Tochter Anna Maria. Die erste 16-jährige und schwer erkrankte Anna Maria setzte am 15. Juni 1672 die Paulaner in Amberg zu ihrem Universalerben ein; Grund dafür dürfte gewesen sein, dass ihr Bruder, Pater Vitus Faber, dem Paulaner Konvent angehörte. Zu ihrem Erbe gehörte auch der hälftige Hammer Haselmühl. Durch einen Vergleich mit den Halbbrüdern der Anna Maria gelangte das ganze Hammergut an das Kloster. 1690 wurde ein Verkaufsvertrag mit Johann Christoph Schreyer aus Dietldorf abgeschlossen, drei Jahre später vom Kloster wieder angefochten und der Hammer ging 1698 wieder an das Kloster zurück. 1708 hatten die Paulaner begonnen, in Amberg unweit des Liebengrabens nach Erz zu graben. Da sie dazu kein spezial privilegium besaßen, wandte sich die Stadt wegen dieses aus ihrer Sicht widerrechtlichen Erzabbaus an die kaiserliche Administration. Das Werk in Haselmühl lag aber mehr oder minder darnieder. Im Spanischen Erbfolgekrieg wurden der Hammer und das Schloss durch die Einquartierung mit Soldaten 1703 gänzlich ruiniert. Auch im Österreichischen Erbfolgekrieg wurde 1740–1745 viel Wald des Gutes durch französische Truppen vernichtet. 1740 ging der Hammer pachtweise an Wolfgang Platzer, Weißbäck zu Amberg, über. Dieser hatte mit dem Hammer viele Probleme und zeigte nach Ablauf der Pachtzeit keine Bereitschaft mehr, diese zu verlängern. Der nächste Pächter ist 1743 ein Johann Georg Burger genannt.
1774 wurde das Hammergut an die kurfürstliche Münze Amberg verpachtet und in einen Kupferhammer umgewandelt. Unter dem Vikar Mauritius Lohr wurde 1778 das Werk an das Kloster zurückgegeben und es erhielt die Erlaubnis, den Kupferhammer fortzuführen. Das Paulanerkloster erhielt am 30. Oktober 1778 nach Rücksprache mit dem oberpfälzer Kupferschmiedhandwerk die Konzession zum Betrieb des Kupferhammers. Da das Kloster 1801 nur mehr aus einem Vikar bestand und Mangel an Kupfer herrschte, konnte der Hammer nicht betrieben werden. Zu Beginn des 19. Jahrhunderts erwirbt der Bayerische Staat durch die Säkularisation von 1803 den Hammer und richtet hier einen Zweigbetrieb der nach Amberg verlegten Gewehrfabrik ein. 1805 wurde das Gut im Zuge der Koalitionskriege durch österreichische Truppen stark geschädigt, 1809 erfolgte nochmals eine Plünderung durch die Österreicher. In dem wieder aufgenommenen Betrieb wurde hauptsächlich das Schmieden, Bohren und Abdrehen von Gewehrläufen vorgenommen. 1819 wurde das Hammergut zertrümmert, nur die zu der Gewehrfabrik gehörenden Gebäude wurden behalten. Zwischen 1851 und 1855 wurde die Anlage nach Plänen des Philipp von Podewils umgebaut und erweitert. 1878 war aber der Erweiterungsbau der Gewehrfabrik in Amberg so weit fortgeschritten, dass der Betrieb zu Haselmühl eingestellt und beide Werke am 1. August 1878 in Amberg vereinigt werden konnten.
Erst 1886 gelang der Verkauf des Gutes an die Fabrikanten Leuchs von Nürnberg. Diese richteten hier eine Emaille Fabrikation ein. Während des Ersten Weltkrieges wurde das herunter gekommene Anwesen an einen Alteisenhändler von Amberg verkauft. 1929 wurde das Gut durch die Staatsbank Amberg versteigert, zuvor waren die Gebäude des Hammers bzw. die der Gewehrfabrik niedergerissen worden, sodass nur mehr der Schlossbau und zwei Wohngebäude übrig waren. Am 8. Mai 1937 erwarb die Möbelfabrik Kraus die ehemalige Produktionsstätte samt dem Schloss und baute hier ein Sägewerk und eine Möbelfabrikation auf. Auch das Schloss wurde renoviert; 1956 wurde zudem die Vils umgeleitet und ein neues Turbinenwerk geschaffen.

## Baulichkeit
Das Schlossgebäude ist ein zweigeschossiger, verputzter Massivbau mit einem hohen Sockelgeschoss, der mit einem Walmdach gedeckt ist. Es besitzt einen kleinen Uhrenturm mit einem handgeschnitzten Uhrenwerk und dem Wappen des ersten Besitzers Alhardt an der Fassade (zwei weiße Widder mit goldenen Hörnern, blaue Hirschstangen auf rotem Schildfeld). Nordwestlich ist ein erkerartiger Rundturm mit Kegeldach vorgestellt, der Bau ist im Kern gotisch.